# Кох, Зоя Болеславовна
Зоя Болеславовна Кох (настоящая фамилия — Кухарж-Кох) (23 апреля [6 мая] 1915, Петроград — 15 августа 1981, Москва) — российская цирковая артистка, акробатка, гимнастка, эквилибристка, заслуженная артистка РСФСР (1939); падчерица циркового артиста Б. Ю. Кухаржа-Коха, её сводные сёстры — Марта Болеславовна и Клара Болеславовна Кох.

## Биография
Зоя Болеславовна Кох родилась в Петрограде в 1915 году. В цирке начала выступать в 1922 году вместе с сёстрами Мартой и Кларой. Они выступали как гимнастка на кольцах, затем как акробатки на двойной проволоке.
Зоя Кох получила известность после создания аттракционов, сконструктированного её отцом Б. Ю. Кухаржем-Кохом «Семафор-гигант» (1943) и «Колесо» (1945).
В этих номерах изящно, легко и грациозно демонстрировала сложнейшие эквилибристические, акробатические и гимнастические трюки на вращающейся перпендикулярно к арене аппаратуре, помещенной под куполом цирка. В 1967 году вместе с И. К. Папазовым восстановила номер «Семафор-гигант». Гастролировала за рубежом, её успехи принесли славу советскому цирку. В цирке выступала до 1963 года.
Племянница — Татьяна Леонидовна Кох, наездница и иллюзионистка, выступала в паре с мужем — Юрием Матвеевичем Кукесом.
В 1980 году за многолетнюю плодотворную работу в области советского циркового искусства награждена Почётной грамотой Президиума Верховного Совета РСФСР.